# Dorsum Termier
Il Dorsum Termier è una catena di creste lunari intitolata al geologo francese Pierre-Marie Termier nel 1976. Si trova nel Mare Crisium e ha una lunghezza di circa 90 km.